# 警視庁再犯防止課 真崎英嗣
『警視庁再犯防止課 真崎英嗣』（けいしちょうさいはんぼうしか まさきえいじ）は、TBS系列の2時間ドラマ『月曜ゴールデン』（毎週月曜日21:00 - 22:54、JST）で2011年8月1日に放送された。サブタイトルは「ある少年との5日間の危険な約束」。主演は谷原章介。

## キャスト

### 警視庁
真崎 英嗣
演 - 谷原章介
警視庁再犯防止課の刑事。「ミスター再犯」との異名を持つ。コンビを組む新米刑事に対して、刑事の評価として事ある毎に点数を付け、過去に6人の刑事が精神的に追い込まれ辞めている。かつては同庁捜査一課の刑事であったが、前科があり社会復帰を果たしたとされる少年が起こしたある事件をきっかけに休職し、後に新設された再犯防止課にて復職する。
戸部 翔太
演 - 大東俊介
警視庁再犯防止課の新米刑事。以前は同庁捜査一課に３ヶ月配属されていたが、真崎のスカウトにより現在に至る。
水本 麻里
演 - 石田ゆり子
警視庁捜査一課の刑事。真崎の過去を知る。
大井 春奈
演 - 工藤里紗
警視庁再犯防止課の女性警官。
原田 暁子
演 - 柴田理恵
警視庁再犯防止課の女性警官。

### その他
- 本城治夫 - 山崎一
- 本城瑞恵 - 山下容莉枝
- 本城巧 - 若葉竜也
- 黒田宏一郎 - 斉藤祥太
- 石川譲司 - 小川信行
- 金城謙太（窃盗暴行前科） - 中村龍介
- 西山勇人（金城の友人） - 西村ミツアキ
- 今西伸二 - 吉武怜朗
- 大橋壮平 - 吉田雄樹
- 吉岡仁 - 清水昭博
- 佐山刑事 - 木村靖司
- 横山一雄（レストランLACEPAのオーナー） - 斉藤暁
- 綾香 - 朝倉えりか
- 光宣、花田光、後藤陽子、大山愛未、本間麻美、山口隼平

## スタッフ
- 脚本 - 渡辺雄介
- 監督 - 日比野朗
- スタントコーディネイター - 釼持誠
- 技術協力 - テイクシステムズ
- 美術協力 - フジアール
- 編集・MA - 映広
- プロデューサー - 志村彰、関川友里
- 製作 - The icon、TBS